# Alamelamma
Alamelamma, también llamada Rangamma (India; ?-Idem; 1610) fue una famosa reina india, viuda del Rey Tirumalá. En la mitología India y en el mundo, La maldición de Alamelamma (también llamada La maldición de Talakadu), es una de las maldiciones más conocidas por su historia. Actualmente esta asociada con las prácticas de incorporación de espíritus y brujería.

## Historia
En 1610, el rey Raja Wadiyar fue reconocido como rey independiente de Mysore por Venkatapatiraya II del Imperio Vijayanagara. El imperio gobernaba desde Penugonda en Andhra Pradesh. Durante este período, el representante del emperador de Vijaynagar en Srirangapatna fue Tirumala II, quien pasó su vida retirado y murió allí.
Tirumalá se retiró a Malingi, un pueblo situado a orillas del Río Kaveri, a través de la antigua ciudad de Talakadu. Lo acompañaba su esposa Alamelamma, quien traía consigo las joyas que prestaba todos los martes y viernes al templo de Lord Ranganatha para adornar el ídolo de la diosa madre Ranga Nayaki.
Tirumala-Rāja, también conocido popularmente como Srī Ranga Rāya, estaba afectado por una enfermedad incurable y decidió ir a Talakad (o también llamado Talakadu) con su primera esposa para ofrecer oraciones y sacrificios en el templo de Vaidyēsvara. En su ausencia, dejó a su segunda esposa, la reina Alamelamma, a cargo de gobernar Srirangapatnam. Pero cuando escuchó que se acercaba a la muerte, fue a ver a su esposo antes de que falleciera. Entregó las responsabilidades de Siringapatnam a Raja Wodeyar de Mysore, cuya dinastía las ha retenido desde entonces.
Cuenta la leyenda que la pérdida de estos templos por la arena fue el resultado de la maldición de la reina Rangamma (o Alamelamma), reina viuda del rey Tirumala, derrocado y muerto por el rey de Mysore de la familia Wadiyar. No contento con quitarle el poder, el rey de Mysore quiso también las joyas de la rani (reina) ya que al ser viuda no iban a hacerle falta. 
Ella tenía intención de donarlas a un templo y se negó a entregarlas. Tras su arresto, consiguió escapar unos metros, los suficientes para arrojarse a un acantilado no sin antes atarse las joyas a su cintura y proferir la terrible maldición que ha pesado sobre la familia real durante más de 400 años:.
Así Talkad y sus templos habían permanecido bajo el hechizo de su maldición, aunque el Maharajás de Mysore a través de su conducta recta ha logrado escapar de su maldición. Poco después de enterarse del suicidio de Alamelamma, el rey Wadiyar instaló una estatua de ella en el palacio de Mysore y comenzó a hacerle ofrendas. Hasta la fecha, su estatua es adorada como una deidad en el palacio pero las ofrendas de poco han servido.
Desde el siglo XVII seis gobernantes de esa casa real han sido sobrinos ya que por unas razones o por otras, no había hijos varones a quien nombrar heredero. El último también era un sobrino y fue nombrado en el 2013. Desde 1612, la familia ha recurrido a adopciones frecuentes para asegurar la continuación de la dinastía.

## Maldición
"Que Talakadu se inunde de arena, que Malangi se convierta en un remolino y que los reyes de Mysore nunca engendren hijos".

## Creencia y popularidad
La búsqueda de un rey ha perseguido a los Wadiyar Royals desde hace siglos. Una reina de la dinastía Vani Vilas Sannidhana gobernó como regente después de la muerte de Chamarajendra Wadiyar X en 1894. Ella encabezó la dinastía hasta que su hijo Krishnaraja Wadiyar alcanzó la mayoría de edad. Él tampoco tuvo herederos varones y fue sucedido por el hijo de su hermano, Jayachamaraja Wadiyar XI, que era el padre de Srikantadatta. De hecho, se dice que el propio Chamarajendra Wadiyar X fue adoptado ya que su abuelo Krishnaraja Wadiyar III no tenía heredero varón.
Según el historiador del palacio, Srikantadatta tuvo un sueño en el que Alamelamma retiró su maldición y dijo que tendría hijos. Se cree que Srikantadatta creyó en el sueño y no adoptó un niño y también había trabajado para la resurrección del templo Alamelamma que fue construido originalmente por su antepasado Raja Wadiyar.
Actualmente es recurrida por varios fieles como medio de invocación para realizar trabajos de brujería.